# Terras fönster nr 2
Terras fönster nr 2 är en svensk kortfilm från 1949.

## Rollista
- Zarah Leander
- Hasse Ekman
- Dagmar Ebbesen
- Barbro Larsson - förälskad flicka
- Carl-Herman Rothlin - förälskad pojke
- Cécile Ekelund - golfspelerska
- Git Gay - sångerska

### Fotnoter
1. ↑  ”Terras fönster nr 2”. Svensk Filmdatabas. http://www.sfi.se/sv/svensk-filmdatabas/Item/?type=MOVIE&itemid=15181&ref=%2ftemplates%2fSwedishFilmSearchResult.aspx%3fid%3d1225%26epslanguage%3dsv%26searchword%3dterras+f%C3%B6nster%26type%3dMovieTitle%26match%3dBegin%26page%3d1%26prom%3dFalse. Läst 21 maj 2016.